# Heiloo
Heiloo  là một đô thị ở Hà Lan, trong tỉnh Noord-Holland. 

## Chính quyền địa phương
Hội đồng đô thị Heiloo bao gồm 19 ghế, được chia ra như sau:
- Heiloo 2000 - 5 ghế
- VVD - 5 ghế
- CDA - 3 ghế
- PvdA - 3 ghế
- GroenLinks - 2 ghế
- NCPN - 1 ghế

## Sinh ra ở Heiloo
- Jos Brink (1942-2007), nhân vật sân khấu và truyền hình
- Maarten van Roozendaal (3 tháng 5 1962), ca sĩ.
- Thijs Cramer